# Episodi di Oltre la legge - L'informatore (quarta stagione)
La quarta stagione della serie televisiva Oltre la legge - L'informatore è stata trasmessa in anteprima negli Stati Uniti d'America dalla CBS a partire dal 10 novembre 1990.
| nº | Titolo originale                             | Titolo italiano | Prima TV USA     | Prima TV Italia |
| -- | -------------------------------------------- | --------------- | ---------------- | --------------- |
| 1  | Fruit of the Poisonous Tree (Part 1)         |                 | 10 novembre 1990 |                 |
| 2  | Fruit of the Poisonous Tree (Part 2)         |                 | 10 novembre 1990 |                 |
| 3  | Black Gold                                   |                 | 17 novembre 1990 |                 |
| 4  | The Gift                                     |                 | 24 novembre 1990 |                 |
| 5  | La Mina                                      |                 | 1º dicembre 1990 |                 |
| 6  | Witness Protection for the Archangel Lucifer |                 | 8 dicembre 1990  |                 |
| 7  | Point of No Return                           |                 | 1990             |                 |
| 8  | Dead Right                                   |                 | 1990             |                 |
| 9  | Changing Houses                              |                 | 1990             |                 |